# Journal of Nutrition
Das Journal of Nutrition (abgekürzt J. Nutr.) ist eine wissenschaftliche Fachzeitschrift, die im Peer-Review-Verfahren von der American Society for Nutrition herausgegeben wird. Sie erschien erstmals 1928, aktuelle Chefredakteurin ist Teresa A. Davis. Der Impact Factor lag 2018 bei 4,416.
In der Zeitschrift werden Biografien prominenter Ernährungswissenschaftler, Rezensionen, Meinungen und Kommentare zu kontroversen Ernährungsthemen sowie Artikel über Forschungsergebnisse zur Ernährung von Menschen und Tieren veröffentlicht. Mitglieder der American Society for Nutrition erhalten die Online-Version der Zeitschrift kostenlos. Die Zeitschrift wird weltweit an über 1000 Institutionen verteilt.